# Дуэльная стрельба
Дуэ́льная стрельба — командное упражнение по стрельбе из винтовок.
Две команды стрелков, по сигналу судьи, из старта лёжа бегом должны достигнуть огневого рубежа, зарядить оружие и из положения лёжа поразить установленные на линии мишеней две группы мишеней, по группе для каждой команды. Каждая мишень в группе условно обозначает конкретного стрелка команды противника и если мишень поражена, то стрелок команды противника, которого условно обозначала мишень, считается выбывшим и лишается права продолжать стрельбу.
Победа присуждается команде стрелков, раньше противника поразившей свою группу мишеней.
Упражнение проводится из армейских винтовок на расстояние 300 м от линии огневого рубежа по грудной мишени, или из малокалиберных винтовок на расстояние 100 м по головной мишени.